# Ptilinopus pelewensis
Ptilinopus pelewensis là một loài chim trong họ Columbidae.